# Punto y final
«Punto y final» es una canción interpretada por el grupo español Fangoria, incluida en su primer álbum de estudio, Salto mortal (1991). La compañía Hispavox la publicó como el tercer y último sencillo del disco en junio de 1991, tras «En mi prisión» y «Hagamos algo superficial y vulgar». Compuesta por Alaska, Nacho Canut, Pablo Sycet y Bazoka Nut, mientras que Big Toxic la produjo. Es una canción de género synth pop, con elementos del trip hop y el acid house cuya letra habla sobre una relación dolorosa y tóxica en la que la persona se siente traicionada y atrapada, pero finalmente pone fin a la situación.
Para la promoción se filmó un videoclip dirigido por Alberto Sciamma, quien ya había colaborado anteriormente con el grupo. El vídeo presenta a Alaska cantando acostada en el suelo frente a un croma, con su rostro como elemento principal. Durante el clip, se intercalan imágenes de flores reflejadas sobre agua y planos de Nacho también sobre un croma.
La portada original para el vinilo de 12" que nunca se llegó a publicar, fue creada por el estudio Designers Republic y llegó a ser expuesta en el Museo de Victoria y Alberto de Londres.

## Composición
De géneros synth pop, trip hop y acid house, «Punto y final» es una canción de tempo lento.

## Publicación y remezclas
En junio de 1991, la compañía Hispavox publicó «Punto y final» como el tercer y último sencillo del álbum, después de «En mi prisión» y «Hagamos algo superficial y vulgar». El vinilo de 7" incluía la versión original, con una duración de 4:07 en ambas caras. Debido a la falta de presupuesto y a la inminente expulsión del grupo de la discográfica nunca se llegó a publicar el vinilo de 12" que tenían preparado; en este se incluía la versión original en la cara A y en la cara B una remezcla y una versión de la canción «Basura» de Los Panchos. «Basura» fue incluida en el EP Un día cualquiera en Vulcano S.E.P. 1.0 (1992). En 2002 y 2010 el club de fans Club Salto Mortal publicó de manera no oficial un CD con la versión original, de 4:07, una remezcla del tema titulada «Lost in Space», de 4:58, y las remezclas «Salto mortal (Mortal Mix)» y «Basura (Basura espacial)».

## Vídeo musical
El vídeo musical de «Punto y final» se grabó en 1991, bajo la dirección de Alberto Sciamma. El vídeo consiste básicamente en un croma en donde solo se ve la cara de Alaska cantando la canción acostada en el suelo, interpuesta a esta se ven unas flores reflejadas sobre agua. También se muestran planos de Nacho sobre un croma y durante los puentes instrumentales del tema aparecen imágenes psicodélicas.